# Desmognathus ocoee
The Ocoee Salamander (Desmognathus ocoee) là một loài kỳ giông thuộc họ Plethodontidae.
Môi trường sống tự nhiên của chúng là rừng ôn đới, sông ngòi, sông có nước theo mùa, suối nước ngọt, và vùng nhiều đá.